# Wioślarstwo na Letnich Igrzyskach Olimpijskich 2012 – dwójka bez sternika mężczyzn
Dwójka bez sternika mężczyzn to jedna z konkurencji wioślarskich rozgrywanych podczas Letnich Igrzysk Olimpijskich 2012, która odbyła się między 28 lipca a 3 sierpnia na obiekcie Dorney Lake. Tytułu mistrzów olimpijskich z Pekinu nie broniła australijska dwójka Drew Ginn oraz Duncan Free. Zwyciężyli Nowozelandczycy Eric Murray i Hamish Bond.

## Terminarz
| Data            | Godzina |            |
| --------------- | ------- | ---------- |
| 28 lipca 2012   | 12:00   | Eliminacje |
| 30 lipca 2012   | 10:10   | Repasaż    |
| 1 sierpnia 2012 | 11:00   | Półfinały  |
| 3 sierpnia 2012 | 10:20   | Finał B    |
| 3 sierpnia 2012 | 11:50   | Finał      |

## Wyniki

### Eliminacje
Trzy najlepsze załogi z każdego biegu awansują do półfinału. Pozostałe osady automatycznie zostają zakwalifikowane do repasażu. 
Wyniki:
Bieg 1
| Pozycja | Tor | Zawodnicy                         | Państwo       | Czas    | Uwagi |
| ------- | --- | --------------------------------- | ------------- | ------- | ----- |
| 1       | 3   | Eric Murray Hamish Bond           | Nowa Zelandia | 6:08.50 | , Q   |
| 2       | 1   | Germain Chardin Dorian Mortelette | Francja       | 6:17.22 | Q     |
| 3       | 2   | Wojciech Gutorski Jarosław Godek  | Polska        | 6:19.98 | Q     |
| 4       | 5   | Nenad Beđik Nikola Stojić         | Serbia        | 6:23.87 |       |
| 5       | 4   | Domonkos Széll Béla Simon         | Węgry         | 6:46.18 |       |

Bieg 2
| Pozycja | Tor | Zawodnicy                     | Państwo           | Czas    | Uwagi |
| ------- | --- | ----------------------------- | ----------------- | ------- | ----- |
| 1       | 2   | David Calder Scott Frandsen   | Kanada            | 6:23.80 | Q     |
| 2       | 4   | James Marburg Brodie Buckland | Australia         | 6:24.83 | Q     |
| 3       | 1   | Nanne Sluis Meindert Klem     | Holandia          | 6:25.90 | Q     |
| 4       | 3   | Thomas Peszek Silas Stafford  | Stany Zjednoczone | 6:26.59 |       |

Bieg 3
| Pozycja | Tor | Zawodnicy                            | Państwo         | Czas    | Uwagi |
| ------- | --- | ------------------------------------ | --------------- | ------- | ----- |
| 1       | 4   | George Nash William Satch            | Wielka Brytania | 6:16.58 | Q     |
| 2       | 3   | Niccolò Mornati Lorenzo Carboncini   | Włochy          | 6:18.33 | Q     |
| 3       | 1   | Nikolaos Gundulas Apostolos Gundulas | Grecja          | 6:21.46 | Q     |
| 4       | 2   | Anton Braun Felix Drahotta           | Niemcy          | 6:30.42 |       |

### Repasaż
Do półfinałów awansują trzy najlepsze osady.
Wyniki:
| Pozycja | Tor | Zawodnicy                    | Państwo           | Czas    | Uwagi |
| ------- | --- | ---------------------------- | ----------------- | ------- | ----- |
| 1       | 3   | Anton Braun Felix Drahotta   | Niemcy            | 6:22.76 | Q     |
| 2       | 2   | Nenad Beđik Nikola Stojić    | Serbia            | 6:26.61 | Q     |
| 3       | 4   | Thomas Peszek Silas Stafford | Stany Zjednoczone | 6:27.41 | Q     |
| 4       | 1   | Domonkos Széll Béla Simon    | Węgry             | 6:27.88 |       |

### Półfinały
Do finału awansują trzy najlepsze osady z każdego półfinału. Pozostałe osady wezmą udział w finale B.
Wyniki:
Półfinał 1
| Pozycja | Tor | Zawodnicy                          | Państwo           | Czas    | Uwagi   |
| ------- | --- | ---------------------------------- | ----------------- | ------- | ------- |
| 1       | 3   | Eric Murray Hamish Bond            | Nowa Zelandia     | 6:48,11 | Finał A |
| 2       | 2   | Niccolò Mornati Lorenzo Carboncini | Włochy            | 6:56,82 | Finał A |
| 3       | 4   | David Calder Scott Frandsen        | Kanada            | 6:56,47 | Finał A |
| 4       | 6   | Thomas Peszek Silas Stafford       | Stany Zjednoczone | 6:58,58 | Finał B |
| 5       | 1   | Anton Braun Felix Drahotta         | Niemcy            | 7:02,16 | Finał B |
| 6       | 5   | Nanne Sluis Meindert Klem          | Holandia          | 7:13,77 | Finał B |

Półfinał 2
| Pozycja | Tor | Zawodnicy                            | Państwo         | Czas    | Uwagi   |
| ------- | --- | ------------------------------------ | --------------- | ------- | ------- |
| 1       | 4   | George Nash William Satch            | Wielka Brytania | 6:56,46 | Finał A |
| 2       | 5   | Germain Chardin Dorian Mortelette    | Francja         | 6:58,67 | Finał A |
| 3       | 3   | James Marburg Brodie Buckland        | Australia       | 7:02,12 | Finał A |
| 4       | 6   | Wojciech Gutorski Jarosław Godek     | Polska          | 7:04,58 | Finał B |
| 5       | 2   | Nikolaos Gundulas Apostolos Gundulas | Grecja          | 7:07,15 | Finał B |
| 6       | 1   | Nenad Beđik Nikola Stojić            | Serbia          | 7:07,78 | Finał B |

### Finały
Finał B
| Pozycja | Tor | Zawodnicy                            | Państwo           | Czas                   | Uwagi                  |
| ------- | --- | ------------------------------------ | ----------------- | ---------------------- | ---------------------- |
| 1       | 4   | Anton Braun Felix Drahotta           | Niemcy            | 6:49,93                |                        |
| 2       | 5   | Thomas Peszek Silas Stafford         | Stany Zjednoczone | 6:53,30                |                        |
| 3       | 3   | Nikolaos Gundulas Apostolos Gundulas | Grecja            | 6:53,69                |                        |
| 4       | 6   | Wojciech Gutorski Jarosław Godek     | Polska            | 6:56,00                |                        |
| 5       | 1   | Nanne Sluis Meindert Klem            | Holandia          | 7:05,12                |                        |
| 6       | 2   | Nenad Beđik Nikola Stojić            | Serbia            | Nie stanęli na starcie | Nie stanęli na starcie |

Finał A
| Pozycja | Tor | Zawodnicy                          | Państwo         | Czas    | Uwagi  |
| ------- | --- | ---------------------------------- | --------------- | ------- | ------ |
| 1       | 6   | Eric Murray Hamish Bond            | Nowa Zelandia   | 6:16,65 | złoto  |
| 2       | 4   | Germain Chardin Dorian Mortelette  | Francja         | 6:21,11 | srebro |
| 3       | 5   | George Nash William Satch          | Wielka Brytania | 6:21,77 | brąz   |
| 4       | 3   | Niccolò Mornati Lorenzo Carboncini | Włochy          | 6:26,17 |        |
| 5       | 1   | James Marburg Brodie Buckland      | Australia       | 6:29,28 |        |
| 6       | 2   | David Calder Scott Frandsen        | Kanada          | 6:30,49 |        |